# Eksplosionerne i Beirut i 2020
Om eftermiddagen den 4. august 2020 skete der flere eksplosioner i byen Beirut, hovedstad i Libanon. Eksplosionerne skete i Beirut havn, og mindst 207 personer døde og mindst 6.500 blev såret. Beiruts guvernør Marwan Abboud estimerede at mellem 200.000 og 250.000 personer var blevet hjemløse som følge af eksplosionerne.
Hovedeksplosionen forbindes med omkring 2.750 tons ammoniumnitrat, der af regeringen var blevet konfiskeret fra et forladt skib og i seks år var blevet opbevaret på havnen uden særlige sikkerhedsforanstaltninger. Estimater af ækvivalenteffekterne for eksplosionsradiussen er på 100-300 tons TNT.